# Pisaura
Pisaura là một chi nhện trong họ Pisauridae.